# 炎立つ (NHK大河ドラマ)
『炎立つ』（ほむらたつ）は、1993年7月4日から1994年3月13日まで放送された32作目のNHK大河ドラマ。主演は渡辺謙と村上弘明。
三部構成で成り立っており、平安時代前期の朝廷と奥羽（東北地方）の関わりから、鎌倉時代に奥州合戦で奥州藤原氏が滅亡するまでを描く。

## 概要
奥州藤原氏の開祖とも言える藤原経清の生涯を描いた第一部、初代・藤原清衡が奥州の覇者となるまでを描く第二部、奥州藤原氏滅亡へと到る第3代・藤原秀衡と第4代・藤原泰衡の時代を描く第三部の3つのパートで構成されている（第2代・藤原基衡の時代だった1125年から1169年にかけては割愛されている）。
原作小説を先行公開してそれをベースにドラマ脚本化することとなり、高橋克彦が歴史小説『炎立つ』を執筆し、中島丈博が脚本を担当した。また『琉球の風』プロデューサーだった音成正人が、前作に引き続き担当した。しかし、高橋の小説の執筆が予定よりも遅れ、中島の脚本内容が小説に先行して展開されていたことから、第二部中盤以降はNHK側の主導でストーリーが構成され、それ以前のストーリーに比較して物語の展開や登場人物（及びその性格描写）などに原作小説との大きな相違が随所に見られた。第一部・第二部では「原作・高橋克彦」と表記されていたクレジットが、第三部では「高橋克彦・作「炎立つ」より」となっている。また、第一部・第二部では高橋のクレジットが最初だったが、第三部は中島のクレジットが冒頭に来ている。
これに関して、著者である高橋と製作者側の間で軋轢があったとも伝えられ、月刊誌『ドラマ』（映人社）に当時、脚本を担当した中島が自らその顛末を掲載したこともある他、後年刊行した中島の回想記『シナリオ無頼―祭りは終わらない』（中公新書、2010年2月）でも原作者、主演俳優、プロデューサーとの間で悶着があったことを認めている。
このドラマのために建てられたオープンセットは、撮影終了後も「えさし藤原の郷」となり、テーマパーク兼撮影所として多くのドラマや映画の撮影に利用されている。
本作品は、大河ドラマ史上初となる年をまたいで放送され、それまで暦年制で1月から1年間をかけて描いてきた番組のスリム化を図った。1994年度から連続テレビ小説と同じ4・10月からスタートする半年1シリーズおよび1年間で2作品にするための準備のためという試みの位置づけであったが、1995年以降は暦年制・1年に戻っている。本作の放送後大河ドラマの越年放送は『麒麟がくる』（2020年1月19日 - 2021年2月7日）までなかった。ただし『麒麟がくる』の越年放送は新型コロナウイルスの感染拡大などが影響して放送日程が変更されたため、当初から越年放送が予定されていた事例としては本作が唯一である。
なお、第1回の放送は第40回衆議院議員総選挙の公示日と重なり、この日は衆院選の関連番組を放送したため、総合テレビでは予定より遅れて21:00 - 22:00に放送された。
2007年、完全版DVDが発売された。なお、第一部・第二部でのタイトルバックに流れる「鹿踊」の映像が拡大するシーンは、第三部では画面が暗くなり、紅葉が散る背景から「中尊寺金色堂」が現れる映像に差し替えられている。
平均視聴率は17.7%、最高視聴率は21.6%。

## あらすじ
第一部「北の埋（うず）み火」（全12回）
藤原経清は親の代の不祥事で奥州に土着を余儀なくされたが、本来は名門の家柄であった。しかし朝廷のやり方に失望し、次第に安倍一族の思想に共感するようになり、一族の女性・結有を愛し、結ばれる。ついには自ら望んで安倍一族と共に朝廷と闘う決意をするが、武家の頭領と仰がれていた陸奥守源頼義軍を相手に奮戦するも非業の死を遂げる。
第二部「冥（くら）き稲妻」（全8回）
経清の忘れ形見・清衡は、母・結有が再嫁した清原家の勢力争いに巻き込まれながらも、陸奥守源義家の力を利用しながら、父の果たせなかった奥州独立国家の夢を実現する。
第三部「黄金楽土」（全15回）
奥州藤原氏の後継者となった藤原泰衡。しかし時代は源頼朝を盟主とする東国武家政権樹立へと一気に流れていく。だが奥州藤原氏はそれを理解できない源氏の御曹司・義経を抱え込んでしまう。泰衡は苦悩の末、自らの命と引き換えに、奥州の民の平和と文化を守ろうとする。平泉を頼朝に明け渡し、一人逃避行を続ける泰衡は、安倍一族や結有ら、敬愛する先祖の霊に温かく迎えられながら、いつしか祖先・経清の姿となり昇天していく。

## 登場人物

### 第一部・第二部

#### 安倍一族とその関係者
藤原経清（ふじわら の つねきよ）
演：渡辺謙
第一部の主人公。奥州藤原氏の祖。通称「亘理権大夫」（わたりごんのたいふ）。
父の代から陸奥に移り国府に仕えていたが、後に奥六郡を支配する安倍頼時の娘・結有と結婚し、清丸（のちの清衡）をもうける。当初は陸奥守である源頼義に味方していたが、同じく頼時の娘・菜香を妻とする平永衡が内通の疑いを掛けられ、暗殺されたと知ると妻子を連れて安倍側に味方する。黄海の戦いでは戦に敗れた源頼義と義家父子を見逃した。厨川の戦いでは激戦の末、義家の説得に応じ降伏。その人柄を見込んだ頼義に再度家来になるよう勧められるが、頼義を面と向かって「豚」と罵倒。直後、激怒した頼義の命を受けた瀬田剛介により、わざと刃こぼれさせた太刀で首を鋸挽きにされ、絶命した。
結有（ゆう）
演：古手川祐子
安倍頼時の娘で、経清の妻。母は紗羅。清衡、家衡の母。
経清の死後は敵方の清原武貞に嫁ぎ、家衡を産む。
藤原氏再興を清衡に託していたが、次第に頼りない性格の家衡の方が心配になり、家衡が真衡と対立すると清衡に家衡側につくよう頼む。その後、清衡・家衡兄弟の対立が表面化した際には必死で兄弟の融和を図ろうとするが、戦いとなり敗れた家衡は斬首された。
嘉保元年（1094年）、江刺の清衡館で病死した。
安倍頼時（あべ の よりとき）
（安倍頼良→安倍頼時）
演：里見浩太朗
陸奥の豪族、安倍氏の長。元の名は頼良（よりよし）だったが源頼義に一時降った際に「頼時」と改名。
奥六郡を中心に陸奥の実質的な権力を握る。内裏より位階を得ようとするが、源氏の名をあげようと野心をもつ源頼義の挑発により前九年合戦に突入し、その最中に討死する。
瑞乃（みずの）
演：赤座美代子
頼時の正室で貞任、宗任、菜香の母。側室の紗羅を嫌い、その娘の結有にも何かにつけてつらくあたる。
安倍貞任（あべ の さだとう）
演：村田雄浩
頼時の次男。
安倍氏の拠点の一つである厨川の柵を守る。荒くれ者だが優れた軍略家で、頼時亡き後は一族を率いて源頼義軍に抗戦し、黄海の戦いでは自ら源氏方の佐伯経範、藤原景季を討ち取り頼義・義家を敗退させる。しかし、出羽の清原氏の参戦で形勢は逆転。厨川の柵で戦死した。
流麗（るり）
演：財前直見
貞任の妻。金為行の娘。
貞任との間に男子も生まれたが夫婦仲がうまくいかず、敵方の源義家に内通。安倍の本拠地を厨川に移す策を父の為行に密告する。義家に会うために衣川の柵に隠れ潜んでいるところを貞任に見つかり内通が発覚、貞任の手で殺される。
安倍宗任（あべ の むねとう）
演：川野太郎
頼時の三男。
鳥海の柵を任される。野性味あふれる兄の貞任とは対照的に冷静沈着で礼儀正しく、父の頼良にも厚く信頼されている。
安倍正任（あべ の まさとう）
演：若松俊秀
頼時の四男。
安倍家任（あべ の いえとう）
演：森永健司
頼時の五男。
安倍重任（あべ の しげとう）
演：松田敏幸
頼時の六男。
厨川の柵の戦いで敵軍の背後を襲うため柵の外に出るが、兵力の差は歴然でかえって危険な状況になってしまう。これを知った貞任、経清が加勢したものの、敵に囲まれ貞任と共に討死した。
安倍則任（あべ の のりとう）
演：安倍高志
頼時の七男。
安倍行任（あべ の ゆきとう）
演：藤原恭次
頼時の八男。
菜香（なか）
演：鈴木京香
平永衡の妻、頼時の娘。母は瑞乃。結有とは異母妹にあたる。
夫の死後は安倍に戻り一族の女たちを取りまとめる。前九年合戦後も生き延び結有を支える。
平永衡（たいら の ながひら）
演：新沼謙治
陸奥国伊具郡の郡司。
頼良の娘、菜香と結婚。経清とは相婿の関係になる。鬼切部の戦いでは安倍側に味方したが、源頼義が陸奥守になると帰参。しかし再度の離反を恐れた頼義によって暗殺される。
衣千（いち）
演：高橋りつ子
頼時の娘。
安倍良照（あべ の りょうしょう）
演：塩見三省
頼時の弟。
出家しているが他の一族と共に厨川の柵まで戦う。
千世丸（ちよまる）
演：坂本裕史→板垣翔大→角田亮
貞任の子。
母・流麗が敵方に内通していたことは知らされなかった。敗戦後に捕らえられ、殺害された。
金為行（こん の ためゆき）
演：南原宏治
気仙の豪族。安倍貞任の妻、流麗の父。清原氏が源氏に味方すると、朝廷側に内通して安倍の情報を流していた。
藤原頼遠（ふじわら の よりとう）
演：伊藤孝雄
経清の父。
前任地で国司といさかいを起こし陸奥国で暮らすことになる。経清の母とはその際に別れている。病床に経清を呼び、朝廷には絶対に逆らうなと遺言を残して亡くなる。
亜乎根（あこね）
演：新橋耐子
経清の母。
頼遠が陸奥国に赴く際に同行せず、京で藤原経輔と再婚。のちに幼少時に別れた経清と京で再会。立派に成長した息子の姿に嬉し涙を流す。しかし、前九年合戦に敗れ京で謀反人として梟首された経清を目の当たりにすることになる。
多麿（たま）
演：ドーリー
藤原頼遠が陸奥に移り住んでからの側室。
経清が安倍側についた際に館を追い出され、多賀城下の遊女宿にいるところを源氏側に残った瀬田剛介と再会する。京で経清のさらし首を見ることになり、そこに居合わせた経清の実母と共に号泣する。
小田忠平（おだ ちゅうへい）
演：稲垣吾郎
経清の家臣。
経清に従って戦うが厨川の柵で戦死。
瀬田剛介（せた ごうすけ）
演：竹田高利
経清の家臣で、親の代は源氏の家臣だった。
経清の家臣の中でただ一人源氏側に残る。厨川の柵の戦いで安倍氏が敗れ、経清が投降すると、頼義の命により、泣く泣く経清の首を鈍刀で切断した。
安倍富忠（あべ の とみただ）
演：小田豊
大藤内業近（おおとうない なりちか）
演：藤堂新二
吉次（きちじ）
演：西村晃
奥州の実力者の一人。先祖代々金山を守ってきたが、その正体には謎も多い。
金はもちろん馬やアザラシの毛皮など都にはない奥州の特産物を売って、莫大な富を得ていた。しかし、自身は政治の表舞台に立たずひたすら陸奥の安泰を願い、娘婿である安倍頼良を物心両面で支えた。
乙那（おとな）
演：寺田稔
吉次の子。吉次一族の実質的な指導者。
安倍一族らと共に、奥州に独立した国家を作ることを望んでいる。朝廷の参議たちを奥州の特産物で懐柔し、安倍側に情報をもたらす。
経清のよき指南役となり、前九年合戦の後もその子・清衡のために行動する。
沙羅（さら）
演：多岐川裕美
吉次の娘、頼時の側室、乙那の姉で、結有の母。東北古来の神、アラハバキの神をつかさどる巫女でもある。
厨川の柵で安倍一族が窮地に立たされると、人柱となり自害する。

#### 奥州藤原氏
藤原清衡（ふじわら の きよひら）
（清丸→清原清衡→藤原清衡）
演：村上弘明（幼年期：森田洸輔、少年期：福原学）
第二部の主人公。母は結有。経清の子で、幼名は清丸（きよまる）。父の処刑後は母の再婚相手である清原武貞の子として育ち清原清衡（きよはら の きよひら）と名乗る。
後三年の役を通じて異父兄・真衡が横死し、源義家の助力を得て異父弟・家衡を討ったことで、父の仇である清原氏を討伐。その後、藤原姓に復姓し奥州藤原氏初代となる。平泉の街づくりに着手して、中尊寺を建立。奥州藤原氏の礎を築いた。
貴梨（きり）
演：坂本冬美
清衡の妻。清衡との間に一男一女をもうける。人を疑うことを知らない純粋な性格。家衡謀反の際に館からの脱出に失敗し子らと共に捕らえられ、家衡軍に倉を焼かれて非業の死を遂げる。
茜（あかね）
演：田原加奈子→河野由佳
清衡の娘。
澪丸（みおまる）
演：清水京太郎→太田翔平
清衡の息子。

#### 清原一族とその関係者
清原光頼（きよはら の みつより）
演：石田太郎
出羽山北三郡を治める清原氏の長。安倍頼良の遠縁にあたる。
前九年合戦では当初は中立であったが、弟・武則は源氏について安倍氏と戦った。頼良の安倍富忠討伐に同行する。
清原武則（きよはら の たけのり）
演：新克利
光頼の弟。
前九年合戦では当初中立を保つも金為行の内通など安倍一族の内訌を知ると大軍を率いて参戦し、源氏側の勝利を決定付ける。後に鎮守府将軍となる。
清原武貞（きよはら の たけさだ）
演：名高達男
武則の子、鎮守府将軍。
厨川攻略の折に捕らえた結有を気に入り、妻に迎えて家衡をもうける。戦いが終わって一年後には、清丸を引き取り養育。胆沢の清原館にて病死する。
清原真衡（きよはら の さねひら）
演：萩原流行
武貞の子、清衡の義兄。
父・武貞の没後、家督継承を画策。子がいない真衡は、成衡を養子に迎えて、その妻に源義家の異母妹、岐巳を娶らせるが、これに反発する家衡ら一族と対立。さらに真衡に恨みを持つ叔父の吉彦秀武が加わり、後三年合戦が勃発。戦いを優位に進めるため義家を自らの陣営に引き込むべく陰謀を巡らし義家・清衡・家衡を翻弄するも、その最中に謎の死を遂げる。
清原家衡（きよはら の いえひら）
演：豊川悦司（少年時代：高村祐毅）
武貞の子。母は結有。清衡の異父弟。
父・武貞が没後、真衡と対立する。真衡が急死すると、その後の所領配置をめぐって清衡と対立。江刺の清衡館を焼き討ちにし、人質に取った清衡の妻子を殺害。沼の柵に籠城して清衡・義家連合軍を撃退したことで武衡から棟梁に担がれ、難攻不落の金沢の柵に本陣を移すが、連合軍から兵糧攻めにあい敗北する。
臆病で自分勝手な性格で、篭城時も飢えに苦しむ家臣たちの前で自分だけ山盛りの飯を食べていた。
柵が陥落した後もその場に留まり続け、母である結有が来たときには下人に成りすましていた。しかし、母親に正体を見破られ、その説得に応じて清衡、義家に対し土下座して命乞いをするが斬首された。
清原武衡（きよはら の たけひら）
演：渋谷天外
武則の子。清衡、家衡の叔父。
沼の柵で家衡が清衡・義家連合軍を敗退させると家衡を清原の棟梁と認め、自分の金沢の柵に本拠を移すよう進言する。吉彦秀武の館に出向き秀武と橘貞頼に家衡支持を求めるも、折り悪く義家の弟・源義光が清衡方の援軍として向かっている情報がもたらされ両名から要望を拒絶されたため激怒して退去する。家衡側の中心人物として合戦を主導するが篭城時の家衡の自己中心的な振る舞いに失望、自らの不明を恥じて家衡を罵倒する。
清原成衡（きよはら の なりひら）
演：米山望文
真衡の養子。
真衡が急死すると後ろ盾を失い、酒びたりになる。家衡に味方して清衡の妻子を捕らえ、倉に押し込める。
吉彦秀武（きみこ の ひでたけ）
演：蟹江敬三
出羽国荒川の豪族。
武則の娘婿で清原一族と源氏の間を取り持ち、安倍氏との戦いにも参陣する。武貞の没後に真衡の傲慢な態度に激高し対立、後三年合戦の端緒を開く。その後の清衡と家衡の争いでは武衡から家衡への加勢を求められるも首鼠両端を持してこれに応じず、源義光の率いる援軍の存在を知ると清衡に勝算ありと見て加勢する。金沢の柵では柵から出た家衡方の女性や子どもを皆殺しにしたため義家から叱責されるも、兵糧攻めの効果を上げるためと開き直り、更に偽りの降伏勧告の使者を出すことを進言するなど、智謀に長けた人物。
岐巳（きみ）
演：高橋かおり
成衡の妻。
源頼義の娘で義家の異母妹。真衡の策略により夫婦養子として清原氏に嫁ぐ。
千任（せんとう）
演：織本順吉
家衡の家臣。
臆病な性格の家衡に策を授け、金沢の柵まで行動を共にする。
小矢太（こやた）
演：中本賢
清衡の家臣。
石丸（いしまる）
演：佐和たかし
清衡の家臣
清衡の命で真衡急死の原因を探るなど、清衡に信頼されていた。
奈良法師（ならほうし）
演：大出俊
真衡の側近。
真衡の策略に知恵を貸す。
橘貞頼（たちばな の さだより）
演：大谷朗
清原家臣。
清衡と家衡の争いでは吉彦秀武とともに武衡からの家衡支持の要請を飄々と躱し、源義光の率いる援軍を知ると清衡に加勢する。
村雨（むらさめ）
演：李麗仙
清原氏に代々仕える侍女。
家衡の謀反の際には家衡に味方する。
柾（まさき）
演：洞口依子
結有が家衡の妻にしようと都から呼び寄せたが、書物を読むことを好み結有が期待していた性格とは違っていたため、結婚せずにそのまま清衡の館で暮らしていた。家衡の謀反の計画を偶然聞いてしまい、清衡に報告する。貴梨らと共に館を脱出しようとするが捕まってしまい、家衡の命で殺される。

#### 源氏とその家臣
源頼義（みなもと の よりよし）
演：佐藤慶
2代目河内源氏棟梁。
朝廷より陸奥守、鎮守府将軍に任じられ、一族の威信をかけて陸奥の支配に執念を燃やす。陸奥守の任期切れ直前に安倍氏を罠に陥れ、戦いに引きずり込む。安倍軍に手こずるが、出羽の清原氏の加勢を受け前九年合戦に勝利を収める。しかし、朝廷より伊予守に任じられて奥州を去る。
源義家（みなもと の よしいえ）
演：佐藤浩市（少年時代：伊崎充則）
頼義の子、のち陸奥守。
第一部では正義感あふれる実直な青年武将として描かれ、父・頼義の数々の汚いやり方に我慢できず口論になったこともある。一方で敵方の経清を武士の模範として尊敬し、密かに経清の館を訪れて互いの太刀を交換している。
第二部では陸奥守として再び奥州に下向。経清の子である清衡の館を訪れ、経清の形見の太刀を清衡に渡す。経清の子である清衡にもまた、当初は好意を抱いていた。一方で清原真衡には警戒心を抱き、やがて自身が利用されたと知ると真衡を暗殺させる。清衡と家衡の争いでは清衡の味方について家衡を滅ぼした。
奥州の富を背景に、都の公卿に代わって武士が政治の中心となる国づくりを目指したが、陸奥の独立した平安を願う清衡とは意見が対立。自身が陸奥守に再任されなかったことを知ると、それが清衡の意向を受けてのものだと悟り、それまでの清衡に対する不満を爆発させる。しかし、最後には清衡が陸奥を立派に治めていくであろうと、理解の言葉を口にする。
藤原説貞（ふじわら の ときさだ）
演：平泉成
頼義の家臣。
金為時（こん の ためとき）
演：三上剛仙
佐伯経範（さえき の つねのり）
演：草薙幸二郎
頼義の家臣。
源氏に30年来の家臣として仕え、頼義の命を受け平永衡を暗殺。黄海の戦いで貞任に討ち取られる。
藤原茂頼（ふじわら の しげより）
演：清水綋治
頼義の家臣。
黄海の戦いで家臣の大半が討ち死にするなか生き残り、頼義・義家親子と合流する。その後は頭を丸めて頼義に付き従った。
和気致輔（わき むねすけ）
演：五島拓弥
頼義の家臣。
黄海の戦いで宗任の配下に討ち取られる。
藤原景季（ふじわら の かげすえ）
演：塩野谷正幸
頼義の家臣。
黄海の戦いで貞任に討ち取られる。
兵藤正経（ひょうどう まさつね）
演：河原崎建三
義家の家臣。義家を自陣に引き込もうと企む真衡の策に嵌められるも後にこれを暗殺する。
伴助兼（とも の すけかね）
演：片岡弘貴
義家の家臣。正経の子。

#### その他
藤原登任（ふじわら の なりとう）
演：名古屋章
陸奥守。
安倍頼良の次男・貞任の婚儀に招かれ奥六郡の豊かさを目の当たりにする。私腹を肥やそうと安倍氏に戦を仕掛けるが、鬼切部の戦いで大敗。朝廷より陸奥守を解任される。
高階経重（たかしな の つねしげ）
演：松井誠
源頼義の後任の陸奥守に選ばれて陸奥に下向するが、頼義に脅されてそのまま都に追い返されてしまう。
平繁成（たいら の しげなり）
演：田口計
登任の要請により、秋田城介となって多賀城に招かれた。鬼切部で陣を張り、安倍を挑発して戦を仕掛けることを主張。経清、永衡に反対されるが聞き入れなかった。安倍貞任の軍に陣を奇襲され、井戸に隠れていたところを敵に見つかり、捕らえられ国府側に引き渡される。敗戦の責任を取り登任同様陸奥を去る。
多気致幹（たけ の むねもと）
演：粟津號
岐巳の祖父。前九年合戦の後に源頼義が陸奥国から京へ向かう際に頼義を館に泊め、娘を差し出した。その際に生まれたのが岐巳である。
藤原頼通（ふじわら の よりみち）
演：森塚敏
関白左大臣。
朝廷の最高権力者。
姉である上東門院病気平癒のために藤原経輔の進言を聞き入れ、大赦を発令して戦をすることを禁じた。これにより鬼切部の戦いの一件は不問となり、源頼義は陸奥守着任後すぐに安倍氏に戦を仕掛けることができなくなった。
藤原教通（ふじわら の のりみち）
演：藤木孝
右大臣。頼通・頼宗の弟。
上東門院病気平癒の策を藤原経輔に尋ねたり、源頼義からの援軍要請を様子見することを決めるなど、朝議での中心的な役割を果たす。
藤原頼宗（ふじわら の よりむね）
演：津村鷹志
内大臣。頼通の弟。
源頼義の後任の陸奥守として高階経重を推挙する。
藤原能長（ふじわら の よしなが）
演：横山あきお
参議。頼宗の子。
藤原登任の後任の陸奥守として藤原経清を推挙する。
藤原経輔（ふじわら の つねすけ）
演：イッセー尾形
権中納言。経清の母の再婚相手。
経清から奥州の特産物を贈られ、安倍氏と源頼義の戦いを避けるため朝廷工作を依頼される。それを聞き入れて頼通に大赦を行うことを進言する。
源経成（みなもと の つねなり）
演：篠井英介
参議。
藤原登任の後任の陸奥守として源頼義を推挙する。
源隆国（みなもと の たかくに）
演：田山涼成
権中納言。
藤原能長が藤原登任の後任の陸奥守として藤原経清を推挙した際、経清の父藤原頼遠が謀反人であるとして反対した。
平間裕常（ひらま の すけつね）
演：浜村純
藤原経長（ふじわら の つねなが）
演：斉川一夫
坂上田村麻呂（さかのうえ の たむらまろ）
演：佐藤慶（二役）
平安時代初期の征夷大将軍。
阿弖流為（あてるい）
演：里見浩太朗（二役）
平安時代初期の蝦夷の軍事指導者
田村麻呂の降伏勧告を受け入れるが、朝廷の命により処刑された。
母礼（もれ）
演：塩見三省（二役）
阿弖流為と行動を共にした蝦夷の酋長。
京を引き回しにされる際には民から石を投げつけられていた。

### 第三部

#### 奥州藤原氏
藤原泰衡（ふじわら の やすひら）
演：渡辺謙
第三部の主人公。秀衡の子で奥州藤原氏四代目。母は倫子。
青年時代は学問に秀でてはいたが武芸は苦手であった。義経が平泉に迎えられた際には国史の勉強を指南するが、彼が学問嫌いであったため泰衡は手を焼く。外祖父の藤原基成の後押しもあり秀衡の後継となる。義経が奥州に逃れてきた際には鎌倉との和平を目指し、秀衡没後は奥州藤原氏の棟梁として鎌倉に赴いて頼朝と面会するなど、戦を避けるべく奔走する。
藤原秀衡（ふじわら の ひでひら）
演：渡瀬恒彦
奥州藤原氏三代目。「御館（みたち）」と呼ばれる。
源義経を奥州に迎えて庇護する。源平合戦の折には平氏、後白河法皇、源氏のいずれにもつかず中立を保った。義経が陸奥を出立する際には佐藤兄弟を配下として与える。義経が奥州に逃れてきた際には義経に子が生まれたのを見て匿うことを決意する。ほどなくして病となり泰衡、国衡が義経を主君とするよう神前で誓約させて亡くなった。
藤原国衡（ふじわら の くにひら）
演：三浦浩一
泰衡の兄。
武芸に秀でていたため義経への指南を任される。義経が奥州に逃れた際には頼朝との決戦を主張し、泰衡と対立する。
藤原忠衡（ふじわら の ただひら）
演：角田英介（少年時代：嶺岸和城）
泰衡の弟。
義経のことを実の兄のように慕っている。泰衡が義経を訪れた帰りに、義経を殺そうとしたのだと勘違いして泰衡に斬りかかり、返り討ちにされる。
藤原基成（ふじわら の もとなり）
演：林隆三
秀衡の正室・倫子の父。泰衡の外祖父。
泰衡の家督継承を後押しする。義経が奥州に逃れた際には義経を匿うことに反対するが、秀衡に聞き入れられなかったため、平泉の平安を守る為だとして密かに頼朝と通じ、秀衡を襲わせる。逃避行中の義経にも襲撃をかけさせた。
藤原伴丸（ふじわら の ともまる）
演：塙翔平→松本義之→松本義光→服部有吉
泰衡の子。
ドラマのみの登場人物。
藤原隆実（ふじわら の たかざね）
演：真鍋敏宏
基成の子。
藤原基顕（ふじわら の もとあき）
演：中原丈雄
基成の子。
後に頭を丸めて隠棲し、泰衡に戦の愚かさを説く。
橘似（きちじ）
演：紺野美沙子
第一部に登場した吉次一族の末裔。男装している。
商いの傍ら奥州藤原氏のために各地の情報を集める。後白河法皇や頼朝とも面会している。
倫子（りんし）
演：真野響子
秀衡の正室で泰衡の母、基成の娘。
基成と秀衡の不仲に心を悩ませる。
栂の前（とがのまえ）
演：浅利香津代
秀衡の側室、国衡の母。
亜古耶（あこや）
演：中川安奈
泰衡の妻。
当初は泰衡・義経の三角関係となっていたが、本人は義経にそっけなく接し、拒絶していた。そして義経に自分の部屋を取られ、この上惚れた女までとられてはたまらないと行動を起こした泰衡と結ばれる。
ドラマのみの登場人物。
薫子（かおるこ）
演：中嶋朋子
秀衡の娘、泰衡の妹。
初めは義経のことを快く思わず、挑発的な言動を繰り返して居心地を悪くさせ、平泉から追い出そうとするが、彼が病に倒れたと聞き、罪悪感にさいなまれたことなどから、徐々に惹かれ始める。義経が奥州に逃れた際にはその思いが再燃して義経と密会を重ねた。しかし、義経が死んだという誤報を聞き、自害してしまう。
ドラマのみの登場人物。
河田次郎守継（かわだ の じろう もりつぐ）
演：安藤一夫
泰衡の家臣。
薫子が義経を好きだと知りながらも夫婦となる。
弥五郎（やごろう）
演：小宮孝泰
泰衡の側近。
鬼丸（おにまる）
演：河原さぶ
亜古耶の父、刀鍛冶。
雛菊（ひなぎく）
演：牛尾田恭代
薫子の侍女。

#### 鎌倉幕府
源頼朝（みなもと の よりとも）
演：長塚京三
義家の玄孫で鎌倉幕府初代将軍。
平氏打倒の兵を挙げて義経と合流し、義経の活躍により平氏を滅亡させる。義経が無断で官位を得たことを理由に謀反人扱いし、義経が奥州に逃れたことを知ると、義経もろとも奥州藤原氏を滅ぼすことで奥州の支配を目論む。
源義経（みなもと の よしつね）
演：野村宏伸
同じく義家の玄孫で頼朝の異母弟。
京の五条大橋で弁慶と決闘。その様子を見ていた橘似らに武勇を認められ、奥州で青年時代をすごす。国衡が指南する馬術や弓術には積極的に取り組むが、泰衡が指南する国史の勉強には関心を示さず、泰衡を悩ませる。
頼朝の決起を知ると「二度と平泉には訪れない」と泰衡と約束を交わして平泉を起ち、頼朝の元に駆けつけ、源平合戦で活躍し平氏を滅亡させる。やがて頼朝と不仲になり、泰衡との約束について迷った末奥州に逃れる。秀衡の前で頼朝討伐の策を披露するなど復讐の機会をうかがっていたが、一方で自分の存在が平泉を危うくすることに心を痛めていた。
常盤御前（ときわ ごぜん）
演：松田美由紀
義経の母。
京で義経と再会し、奥州に逃れるつもりであることを知らされる。
義経の妻
演：高取茉南
頼朝に追われた義経と共に奥州に逃れてくる。
源行家（みなもと の ゆきいえ）
演：筑前翠瑶
頼朝の叔父。
多田蔵人行綱（ただ くろうど ゆきつな）
演：三田村周三
多田源氏。
北条時政（ほうじょう ときまさ）
演：本郷功次郎
頼朝の舅。
北条宗時（ほうじょう むねとき）
演：湯江健幸
時政の長男。
北条義時（ほうじょう よしとき）
演：黒樹洋
時政の次男。
武蔵坊弁慶（むさしぼう べんけい）
演：時任三郎
義経の家臣。
佐藤継信（さとう つぐのぶ）
演：上田雄太
義経の家臣。
佐藤忠信（さとう ただのぶ）
演：小林良平
義経の家臣。
安達藤九郎盛長（あだち とうくろう もりなが）
演：勝部演之
御家人。
土肥実平（どい さねひら）
演：小野進也
御家人。
新田忠常（にった ただつね）
演：舘大介
御家人。
千葉胤頼（ちば たねより）
演：山口眞司
御家人。
三浦義村（みうら よしむら）
演：大森啓祠朗
御家人。
加藤景廉（かとう かげかど）
演：小野了
御家人。
佐々木高綱（ささき たかつな）
演：熊谷俊哉
御家人。
富樫泰家（とがし やすいえ）
演：渡辺哲
安宅の関守。
義経一行を見逃す。

#### その他
後白河法皇（ごしらかわほうおう）
演：中尾彬
平氏、源氏を互いに対立させることでそれぞれの力を削り、自身の権力を回復させようとしていた。奥州藤原氏に対して好意的な言動を見せていた。
丹後局（たんごのつぼね）
演：木村翠
後白河法皇晩年の寵妃。
藤原基房（ふじわら の もとふさ）
演：寺泉憲
公卿。
九条兼実（くじょう かねざね）
演：斉藤洋介
公卿。
鎌倉寄りの発言をするため、法皇からは嫌われている。
平宗盛（たいら の むねもり）
演：斧篤
藤原長成（ふじわら の ながなり）
演：村松克巳
藤原成親（ふじわら の なりちか）
演：小川隆市
西光（さいこう）
演：中平良夫
俊寛（しゅんかん）
演：石森武雄
文覚（もんがく）
演：深水三章
静賢（せいけん）
演：山崎一
源資賢（みなもと の すけかた）
演：前田昌明
西行（さいぎょう）
演：柳生博
僧。
泰衡と面会し、武力ではなく文化の力で国を治めるのが理想の君主であると説き、泰衡に示唆を与えた。
藤巻三郎光能（ふじまき の さぶろう みつよし）
演：安岡力也
城助能（じょう の すけよし）
演：中西良太

## スタッフ
- 原作（第一部、第二部）・原案（第三部）：高橋克彦（「炎立つ」より）
- 脚本：中島丈博
- 音楽：菅野由弘
- テーマ音楽演奏：NHK交響楽団
- テーマ音楽指揮：大友直人
- 演奏：アンサンブル・レニエ
- 語り：寺田農
- 監修：高橋富雄、入間田宣夫
- 風俗考証：山中裕
- 建築考証：平井聖
- 衣装考証：小泉清子
- 芸能考証：野村耕介
- 所作指導：猿若清三郎
- 馬術指導：日馬伸
- 殺陣・武術指導：林邦史朗
- 仏教指導：坂本観晃
- 題字：山田恵諦
- 撮影協力：岩手県江刺市（現奥州市）、秋田県鹿角市、青森県市浦村（現五所川原市）
- 「炎紀行」テーマ曲：「風の祈り」

演奏：姫神（アルバム「炎 -HOMURA-」より）
ナレーション：山根基世アナウンサー
- 制作：音成正人
- 美術：増田哲
- 技術：大沼伸吉、雨海祥夫
- 音響効果：藤野登、林幸夫、小林光
- 記録・編集：高室晃三郎
- 撮影：杉山節郎、佐藤俊憲
- 照明：高橋猛、斉藤信一
- 音声：鈴木清人、加村武、松本恒雄、鏡唯夫
- 映像技術：横山一夫、高橋吉弘
- 制作・著作：NHK
- 共同制作：NHKエンタープライズ
- 制作統括：高沢裕之、杉山昭紀
- 制作協力：NHKアート、NHKテクニカルサービス
- 演出：門脇正美、吉村芳之、榎戸崇泰、竹林淳、三井智一、吉川邦夫

## 放送
特記が無い限り、NHKクロニクルのNHK番組表ヒストリーで確認。

### 通常放送時間
- NHK総合テレビジョン：毎週日曜 20時00分 - 20時45分
- NHK衛星第2テレビジョン：毎週日曜 21時15分 - 22時00分[注釈 2]
- （再放送）NHK総合テレビジョン：毎週土曜 13時05分-13時50分[注釈 2]

### 放送日程
- 第1回はNHKニュース延長のため60分繰り下げかつ15分延長。
- 1993年7月18日は、第40回衆議院議員総選挙開票速報のため、休止。
- 第5回は20時からNHKニュースを放送したため5分繰り下げ。
- 1994年1月2日は、年末年始特別編成のため、休止。
- 最終回は15分拡大。

| 放送回                                                   | 放送日            | 題                | 演出              |
| 第一部 北の埋み火                                        | 第一部 北の埋み火 | 第一部 北の埋み火 | 第一部 北の埋み火 |
| -------------------------------------------------------- | ----------------- | ----------------- | ----------------- |
| 第1回                                                    | 1993年7月4日      | 黄金の王国        | 門脇正美          |
| 第2回                                                    | 7月11日           | 恋の予感          | 門脇正美          |
| 第3回                                                    | 7月25日           | 衣川への岐路      | 門脇正美          |
| 第4回                                                    | 8月1日            | 雪の鬼切部        | 竹林淳            |
| 第5回                                                    | 8月8日            | 陸奥の春          | 竹林淳            |
| 第6回                                                    | 8月15日           | 阿久利川の陰謀    | 三井智一          |
| 第7回                                                    | 8月22日           | 経清決断          | 門脇正美          |
| 第8回                                                    | 8月29日           | 黄海の戦い        | 門脇正美          |
| 第9回                                                    | 9月5日            | 密通              | 竹林淳            |
| 第10回                                                   | 9月12日           | 衣川の撤退        | 門脇正美          |
| 第11回                                                   | 9月19日           | 血戦              | 竹林淳            |
| 最終回                                                   | 9月26日           | 厨川落城          | 門脇正美          |
| 第二部 冥き稲妻                                          |                   |                   |                   |
| 第1回                                                    | 10月3日           | 母子の契り        | 門脇正美          |
| 第2回                                                    | 10月10日          | 策略              | 門脇正美          |
| 第3回                                                    | 10月17日          | 亀裂              | 竹林淳            |
| 第4回                                                    | 10月24日          | 清衡の反乱        | 竹林淳            |
| 第5回                                                    | 10月31日          | 清原分断の罠      | 吉川邦夫          |
| 第6回                                                    | 11月7日           | 兄と弟            | 榎戸崇泰          |
| 第7回                                                    | 11月14日          | 後三年の合戦      | 榎戸崇泰          |
| 最終回                                                   | 11月21日          | 楽土への道        | 門脇正美          |
| 第三部 黄金楽土                                          |                   |                   |                   |
| 第1回                                                    | 11月28日          | 父と子            | 門脇正美          |
| 第2回                                                    | 12月5日           | 義経、平泉へ      | 吉村芳之          |
| 第3回                                                    | 12月12日          | 愛のかたち        | 吉村芳之          |
| 第4回                                                    | 12月19日          | 泰衡の決意        | 門脇正美          |
| 第5回                                                    | 12月26日          | 頼朝挙兵          | 三井智一          |
| 第6回                                                    | 1994年1月9日      | 秀衡動かず        | 門脇正美          |
| 第7回                                                    | 1月16日           | 泰衡、京へ        | 吉村芳之          |
| 第8回                                                    | 1月23日           | 兄と妹            | 三井智一          |
| 第9回                                                    | 1月30日           | 兄弟の宿命        | 吉川邦夫          |
| 第10回                                                   | 2月6日            | 義経追討          | 門脇正美          |
| 第11回                                                   | 2月13日           | 約束の剣          | 三井智一          |
| 第12回                                                   | 2月20日           | 基成の怒り        | 吉川邦夫          |
| 第13回                                                   | 2月27日           | 秀衡逝く          | 吉村芳之          |
| 第14回                                                   | 3月6日            | 泰衡の覚悟        | 吉村芳之          |
| 最終回                                                   | 3月13日           | 楽土・平泉        | 門脇正美          |
| 平均視聴率 17.7%（視聴率は関東地区・ビデオリサーチ調べ） |                   |                   |                   |

### 総集編
| 放送回 | 放送日        | 題         | 放送時間    |
| ------ | ------------- | ---------- | ----------- |
| 第一部 | 1994年3月26日 | 北の埋み火 | 19:30-21:29 |
| 第二部 | 1994年3月27日 | 黄金楽土   | 19:20-20:44 |

## エピソード
- 里見浩太朗と西村晃は、かつて『水戸黄門』でも共演していた。このこともあって、撮影の休憩時間、里見が西村に対して「ご隠居、江刺は初めてですか?」と声をかける場面もあったという。
- 村上弘明は2008年の「清衡公遷都行列」でも清衡を演じている。岩手県出身の村上は、大河ドラマで郷土の英雄を演じたことが自身の俳優生活のターニングポイントになった、とたびたび述べている。
- 第一部の後半、経清と貞任は頭に紐類をまきつける独特のスタイルで登場している。これはそれぞれ演じた渡辺謙、村田雄浩2人のアイディアによるものだったという。
- 題字を書いた山田恵諦は、本作の放送期間中（1994年2月22日）に遷化した。
- 浜村純、南原宏治、西村晃、本郷功次郎、中川安奈などは本作が生前最後の大河出演作品となった。なお、中川にとっては唯一の大河出演作品である。
- 藤原秀衡は当初、北大路欣也が演じる予定で番宣素材も作られたが、事情により降板し、渡瀬恒彦が代役を務めることとなった。表向きは、原作の執筆の遅れに伴い撮影スケジュールが大幅にずれたため、本編撮影前に降板したことになっているが、脚本担当の中島丈博は、自身が書いた脚本の内容に北大路が不満を持って降板したと考えていることを著書『シナリオ無類』の中で記している。また、中島は代役の渡瀬とも終始折り合いが悪く、渡瀬がアドリブで台詞を言う場面もあったという。
- 2024年放送の『光る君へ』の『大河ドラマ・ガイド』完結編にて本作が取り上げられており、その中に主演の渡辺と村上、作者の高橋へのインタビューが書かれている。
渡辺がこの中で語ったところによると、ロケの初日の前日までは雪が降らなかったため「藤原氏がロケを嫌がっているのではないか」と感じたという。また、経清の処刑の場面のロケの際は当初スコールのような土砂降りであったため、「この場面を撮らないと藤原氏の悲しみが伝わらない」と思っていたところ雨が止み、当該場面の撮影ができた。

## メディア
- 総集編： 全2巻 (VHS)、2枚組 (DVD)
- 完全版： DVD-BOX全2集、9枚、35回 (DVD)